# Unserer lieben Frau (Willershausen)

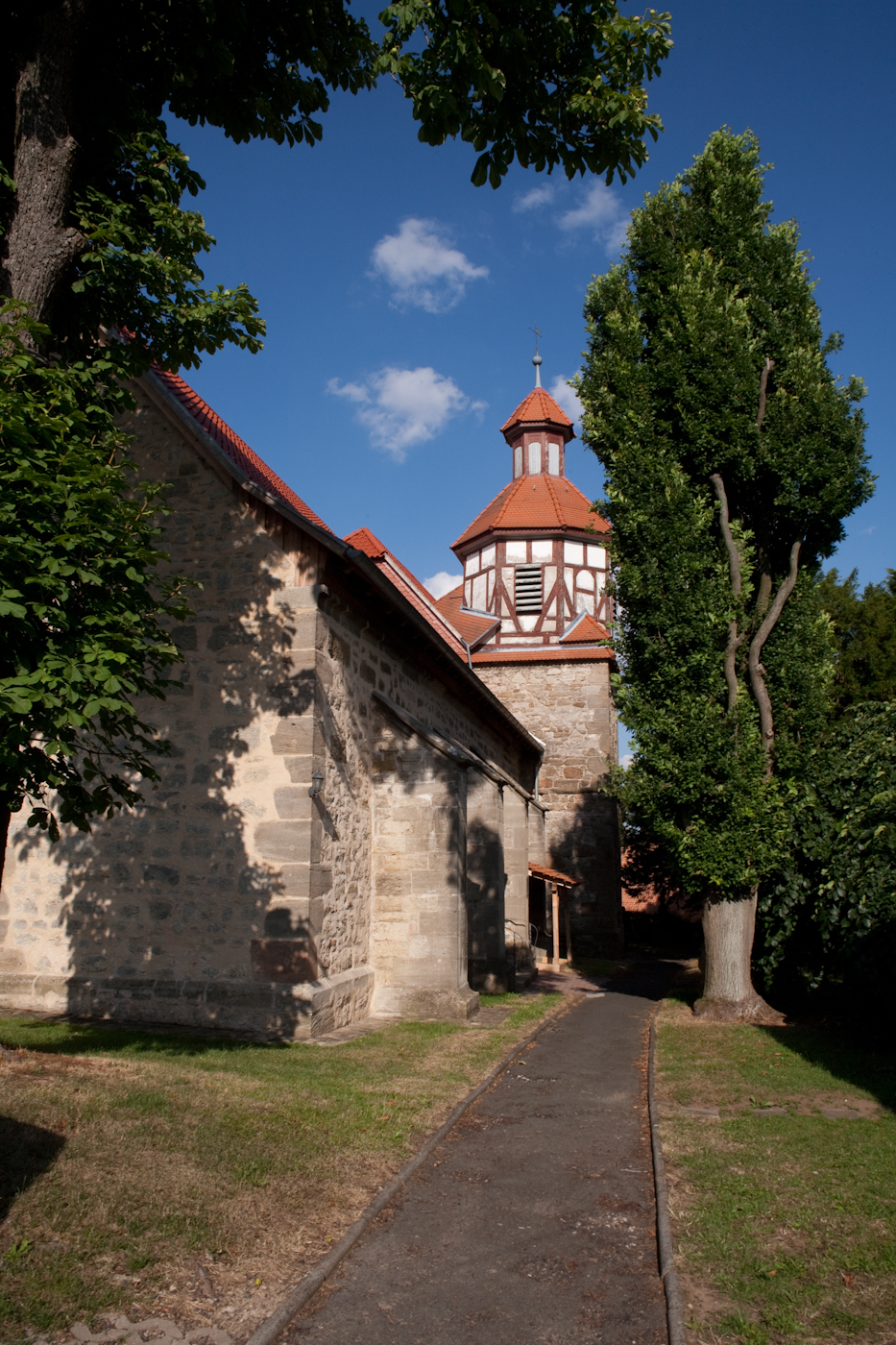
Unserer lieben Frau in Willershausen

Die evangelische Kirche Unserer lieben Frau ist ein denkmalgeschütztes Kirchengebäude in Willershausen, einem Ortsteil von Herleshausen im Werra-Meißner-Kreis in Hessen. Die Kirchengemeinde gehört zum Kirchspiel Herleshausen-Nesselröden im Kirchenkreis Werra-Meißner im Sprengel Kassel der Evangelischen Kirche von Kurhessen-Waldeck.

## Beschreibung
Die erste Kirche wird in die Mitte des 13. Jahrhunderts datiert. Die heutige spätgotische Hallenkirche aus Bruchsteinen wurde in der 1. Hälfte des 16. Jahrhunderts erbaut. Der gestaffelte Baukörper besteht aus einem hohen, ursprünglich gerade geschlossenen Chor über den Grundmauern des Vorgängerbaus, einer Saalkirche, einem niedrigen Langhaus mit fünf Jochen des Mittelschiffs und dem 1748 über der Sakristei errichteten Kirchturm an der südlichen Flanke des Chors. Die Strebepfeiler sollen der Kirche den Anblick einer Kathedrale geben.
Der Chor ist mit dem Mittelschiff durch einen spitzbogigen Chorbogen verbunden, an dem die Kanzel angebracht ist. Der Kirchturm erhielt 1743–1746 einen achteckigen Aufsatz aus Holzfachwerk mit einem von einer Laterne bekrönten Zeltdach. Der Innenraum ist mit Sterngewölben überspannt. In ihren Schlusssteinen befindet sich das Wappen derer von Buttlar, ebenso in der 1567 eingebauten steinernen Kanzel. Um 1700 wurde das Mausoleum für die Familie von Buttlar an das nördliche Seitenschiff angebaut, der Eingang wurde 1963 verschlossen. 1895 wurde durch den in Willershausen als Sohn des damaligen Pfarrers geborenen Hermann Rüppel, damals königlicher Regierungs- und Baurat in Kassel, eine umfangreiche Neugestaltung durchgeführt: die hölzernen Emporen und die Patronatslogen wurden entfernt, die (bis 1963 bestehende) West-Empore (über einem zugemauerten Portal im Westen) und die zeitgleiche Orgel erneuert, die Glasfenster in allen Maßwerkfenster geschaffen, der Chor mit einem steinernen Netzgewölbe versehen und die ganze Kirche innen neogotisch ausgemalt, dabei die Architekturglieder mit ornamentalen Bändern.